# Ewald Türmer
Ewald Türmer (* 22. April 1960 in Sankt Andrä) ist ein ehemaliger österreichischer Fußballspieler.

## Karriere
Türmer wurde mit nur 16 Jahren Torschützenkönig in der Unterliga beim SK St. Andrä. Der gelernte Kraftfahrzeugmechaniker begann seine Karriere als Linksaußen und kam im Jahre 1977 (um rund 120.000 Schilling) zu Austria Klagenfurt. Bereits mit 17 Jahren zählte Ewald Türmer zum Stammpersonal von Austria Klagenfurt in der 2. Liga (damals 2. Division). Im August 1984 wechselte er für fast zwei Millionen Schilling zu Austria Wien.
Nachdem er 1987 Austria Wien verlassen hatte, spielte Türmer später für Sturm Graz, Austria Klagenfurt und den Wolfsberger AC.

## Erfolge
- 2 × Österreichischer Meister: 1985, 1986 (Austria Wien)
- 1 × Österreichischer Pokalsieger: 1986 (Austria Wien)
- 1 × Österreichischer Meister 2. Liga: 1981 (Austria Klagenfurt)